# 片塰満則
片塰 満則（かたあま みつのり、1964年6月15日 - ）は、日本のコンピュータグラフィック (CG) アニメーションディレクター。山口県岩国市出身。カタアマ光画設計所属。

## 略歴
中学1年生の頃に観た『宇宙戦艦ヤマト』劇場版よりアニメの魅力を知る。岩国高等学校を卒業後、1984年に東京藝術大学美術学部デザイン科に入学し、藤幡正樹に師事して3DCGの道へ進む。
1990年1月、大学を中退し、映像制作会社リンクスに中途採用として入社。OVA『マクロスプラス』やテレビアニメ『マクロス7』で3DCGとセルアニメのマッチングに挑戦する。
1994年秋、『マクロスプラス』『マクロス7』のために制作した3DCGのデモリールを携え、スタジオジブリでプレゼンを行う。これに興味を持った宮崎駿は、4ヶ月後に短編アニメ『On Your Mark』の3DCGカットをリンクスに直接依頼。それを担当した片塰は1995年にスタジオジブリへ移籍し、新設されたCG制作室の主力スタッフとして『もののけ姫』以降の劇場作品や、三鷹の森ジブリ美術館で上映する短編作品を手がける。『ホーホケキョ となりの山田くん』では水彩画タッチの3DCGに挑戦する。
2007年、カシオエンターテイメントへ移籍し、映画『しんぼる』やバラエティ番組『リンカーン』のOPアニメなどを制作。同社の解散後、2010年に瀬下寛之と共に日本の老舗CGスタジオポリゴン・ピクチュアズに入社。『山賊の娘ローニャ』『シドニアの騎士』『亜人』といったテレビシリーズや、『BLAME!』『GODZILLA 怪獣惑星』などの劇場長編作品を手がけ、2Dのキャラクターデザインをセルルックの3DCGで表現している。

## 職名
ポリゴン・ピクチュアズの多くの仕事では「造形監督」という職名を用いている。立場的にはデザイナーとCGモデラーの間に立ち、デザイナーの意図を明確にすることで全体の質を高める仕事と説明している、映画制作における美術監督（アートディレクター）の役割に近く、また、ファッションデザインにおけるパタンナーの仕事にも例えている。
劇場版『BLAME!』、『Levius -レビウス-』では「ディレクター・オブ・フォトグラフィー（光画監督）」、劇場版『シドニアの騎士　あいつむぐほし』では「アートディレクター」とクレジットされている。

## 参加作品
- 1994年 - 1995年 マクロスプラス（OVA・劇場版） - CGディレクター
- 1994年 マクロス7（テレビアニメ） - オープニングCGパート
- 1995年 On Your Mark（短編アニメ） - CG制作
- 1997年 もののけ姫（アニメ映画） - CG制作
- 1999年 ホーホケキョ となりの山田くん（アニメ映画） - CG制作
- 2001年 千と千尋の神隠し（アニメ映画） - デジタル作画監督
- 2002年 ギブリーズ episode2（短編アニメ） - CG監督
- 2002年 めいとこねこバス（短編アニメ） - デジタル作画監督
- 2002年 空想の空飛ぶ機械達（短編アニメ） - デジタル作画監督
- 2002年 空想の機械達の中の破壊の発明（短編アニメ） - CG
- 2004年 ハウルの動く城（アニメ映画） - デジタル作画監督
- 2006年 ゲド戦記（アニメ映画） - デジタル作画監督
- 2006年 星をかった日（短編アニメ） - デジタル作画監督
- 2006年 水グモもんもん（短編アニメ） - デジタル作画監督
- 2009年 しんぼる（実写映画） - VFXアートディレクター
- 2010年 リンカーン (テレビ番組)OP（短編アニメ） - アートディレクター
- 2012年 トロン：ライジング（テレビアニメ） - 造形監督
- 2014年 シドニアの騎士（テレビアニメ） - 造形監督
- 2014年 山賊の娘ローニャ（テレビアニメ） - モデル造形ディレクター
- 2015年 劇場版 シドニアの騎士（アニメ映画） - 造形監督
- 2015年 亜人 -衝動-（アニメ映画） - 造形監督
- 2015年 シドニアの騎士 第九惑星戦役（テレビアニメ） - 造形監督
- 2016年 亜人（テレビアニメ1期・2期） - 造形監督
- 2016年 亜人 -衝突-（アニメ映画） - 造形監督
- 2016年 亜人 -衝戟-（アニメ映画） - 造形監督
- 2017年 BLAME!（アニメ映画） - ディレクター・オブ・フォトグラフィー
- 2017年 GODZILLA 怪獣惑星（アニメ映画） - 造形監督
- 2018年 GODZILLA 決戦機動増殖都市（アニメ映画） - 造形監督
- 2018年 GODZILLA 星を喰う者（アニメ映画） - 造形監督
- 2019年 Levius -レビウス-（Webアニメ） - ディレクター・オブ・フォトグラフィー
- 2021年 劇場版 シドニアの騎士　あいつむぐほし（アニメ映画） - アートディレクター
- 2022年 すずめの戸締まり（アニメ映画） - CGキャラクターアートディレクション
- 2023年 ルパン三世VSキャッツ・アイ（アニメ映画[注 3]） - アートディレクター[10]
- 2023年 GAMERA -Rebirth-（Webアニメ） - 造形監督・光画監督
- 2023年 カミエラビ（テレビアニメ1期・2期） - 造形監督・光画監督
- 2023年 大雪海のカイナ（テレビアニメ） - ビジュアルコンセプトデザイン
- 2023年 大雪海のカイナ ほしのけんじゃ（アニメ映画） - ビジュアルコンセプトデザイン